# Roland JV-1010
| Synthesizer              | Synthesizer                            |
| Allgemeines              | Allgemeines                            |
| ------------------------ | -------------------------------------- |
| Name                     | JV-1010                                |
| Hersteller               | Roland                                 |
| Klangsynthese            | digital, Linear-Arithmetische Synthese |
| Zeitraum                 | 1999                                   |
| Preis (Erscheinungsjahr) | ?                                      |
| Eigenschaften            |                                        |
| Polyphon                 | ja, 64-fach                            |
| Multitimbral             | ja, 16-fach                            |
| Tastatur                 | keine                                  |
| Oszillatoren             | mehrfach, Sample-basiert               |
| Filter                   | Zeitvariables Filter (TVF)             |
| LFO                      | 2, verschd. Wellenformen               |
| Effekte                  | ja, 40 verschiedene                    |
| Schnittstelle(n)         | MIDI (In/Out), Seriell                 |
| Sequenzer                | –                                      |
| D/A-Wandler              | 24 Bit                                 |
| ROM                      | 512+256 Patches, 8+8 Drumkits          |
| RAM                      | 128 Patches, 2 Drumkits                |
| Ext. Speicher            | 1 ROM-Platine                          |

Der Roland JV-1010 ist ein Sample-basierter Synthesizer aus dem Jahr 1999. Es handelt sich um eine kostenreduzierte Version des Soundmoduls Roland JV-1080 von 1994.

## Klangerzeugung
Wie der JV-1080 verfügt der JV-1010 über 64-fache Polyphonie und kann 16 verschiedene Klänge gleichzeitig wiedergeben (Multitimbralität). Die Klangerzeugung erfolgt ebenfalls über die für Roland in der Zeit typische linear-arithmetische Synthese.
Durch Fortschritte in der Miniaturisierung konnte jedoch das begehrte Erweiterungsmodul „Session“ (SR-JV80-09) mit seinen hochwertigen Klängen fest integriert und der interne Aufbau vereinfacht werden, während das Gehäuse gleichzeitig nur noch halb so hoch und halb so breit ausfallen musste. Der modernere Digital-Analog-Wandler verfügt nun außerdem über 24-Bit-Auflösung.

## Handhabung
Die Bedienpartie besteht im Vergleich zu den größeren Geräten lediglich aus einer dreistelligen Ziffernanzeige und vier Drehschaltern, sodass direkt am Gerät keine Programmierung von neuen Klängen möglich ist. Zum Ausgleich legte Roland eine maßgeschneiderte Version des Editorprogrammes SoundDiver von Emagic auf CD-ROM bei. Der JV-1010 kann über MIDI im selben Umfang wie seine größeren Brüder bedient werden.

## Bekannte Nutzer
- Apollo 440
- Faithless
- Hardfloor
- Roni Size
- Vangelis
- RMB (Band)